# Adesso o mai
Adesso o mai è il secondo album di Daniele Stefani.

## Tracce
CD, Download digitale
1. Sempre di più – 4:04
2. Ma tu passi e te ne vai – 3:37
3. Non piangere – 4:14
4. Dimenticami – 4:25
5. Il punto è che ti amo – 3:52
6. Ho paura che sia – 4:24
7. Ad ogni prezzo – 3:48
8. Adesso o mai – 4:05
9. Soltanto momenti – 4:03
10. Ora è tempo – 3:38
11. L'eco di te – 3:35

Durata totale: 43:45